# Karl Schroeder
Karl Ludwig Ernst Friedrich Schroeder (Neustrelitz, 11 settembre 1838 – Berlino, 7 febbraio 1887) è stato un ginecologo tedesco.

## Biografia
Ha studiato medicina presso l'università di Würzburg e Rostock. Ha conseguito il dottorato nel 1864, in seguito ha prestato servizio come assistente di Gustav Veit (1824-1903), presso l'Università di Bonn. In seguito è stato associato con l'Università di Erlangen e alla Charité di Berlino. A Erlangen, a succedduto Eugen Rosshirt (1795-1872) come professore di ostetricia (1869), e alla Charité, Schroeder è stato direttore del Frauenklinik.
Schroeder era un catalizzatore nella costruzione della nuova clinica di ginecologia e di ostetricia al Berlino-Charité. È stato inaugurato nel 1881, ed è stato costruito, in particolare, per l'attenzione sull'igiene e antisepsi.
Schroeder era specializzato nella ricerca delle malattie ginecologiche, ed è ricordato per il suo lavoro chirurgico di tumori vaginali e endometriali. L' "operazione di Schroeder" consisteva ad esportare la mucosa endocervicale malata.
Nel 1870 ha pubblicato un libro di testo importante di ostetricia che fu poi tradotto in inglese. Tra i suoi allievi più noti e assistenti sono stati: Carl Arnold Ruge (1846-1926), Johann Veit (1852-1917), Hermann Löhlein (1847-1901), Max Hofmeier (1854-1927) e Richard Frommel (1854-1912).

## Opere principali
- Lehrbuch der Geburtshülfe mit Einschluss der Pathologie der Schwangerschaft und des Wochenbettes. 1870; Cohen, Bonn.
- Krankheiten der weiblichen Geschlechtsorgane. Vogel, Lipsia 1874.